# Hidaya sultan al-Salem
Hidaya Sultan al-Salem (parfois écrit Hedaya, née en 1936 et morte le 20 mars 2001) était une journaliste et autrice koweïtienne qui possédait et dirigeait le premier magazine politique qui a jamais existé au Koweït, Al-Majalis, basé à Koweït City. Elle fut la première koweïtienne à devenir rédactrice en chef.
Féministe et laïque, elle participa à de nombreuses campagnes contre la corruption et défendit le droit de vote des femmes au Koweït,,. Elle fut la première journaliste à être tuée au Koweït depuis la création du Comité pour la protection des journalistes en 1992,.

## Vie personnelle
Hidaya Sultan al-Salem est née à Shuwaikh, une bourgade limitrophe de la capitale dans une famille aisée. Enfant, elle fréquenta les écoles privées coraniques pour filles Mutawia Saleema et Mutawia Mariam Al Askar jusqu’en 1946. Elle ne poursuivit pas ses études à la suite de son mariage à l’âge de 15 ans. Au moment de sa mort, elle était veuve et la mère de quatre fils et d’une fille.

## Carrière
Hidaya fut journaliste, autrice, éditrice et rédactrice en chef pendant 40 ans. Cependant, elle commença sa carrière comme professeure. Elle est la sixième femme à être devenue professeure au Koweït. En parallèle, elle écrivait des articles dans la presse écrite libanaise et égyptienne.
En 1961, elle devint journaliste En 1964, elle aida à la fondation de la Kuwaiti Literary League. Elle publia cinq livres non-fictionnels tout en effectuant son travail de journaliste. En 1970, al-Salem acheta l’hebdomadaire al-Majalis et y travailla en tant qu’éditrice et rédactrice en chef. Elle était également la propriétaire du journal Arab Sport. Elle est aussi à l’origine de la lettre clandestine Children and Women of Kuwait, parue pendant l’invasion du Koweït par l’Irak en 1990-1991
La Kuwait News Agency estime que 80 % des articles écrits par Al-Salem traitait de la corruption au Koweït.
Elle était également membre de la Kuwaiti Journalists Association et siégeait à son conseil en tant que femme éminente.

## Mort
Hidaya est tuée par balle à Koweït City le 20 mars 2001 alors qu’elle était en route pour une conférence organisée par la Kuwaiti Women’s Association. La conférence avait pour but de déclarer Koweït City, capitale arabe de la culture de l’année. Sur la route, le convoi d’al-Salem fut arrêté à une intersection et le lieutenant-colonel Khaled Diab al-Azmi (parfois écrit Ziab Khaled Al-Azmi) sortit de son véhicule afin de tirer six balles dans la tête d’Hidaya,,,,. Al-Azmi était un officier de police de haut rang et portait un habit traditionnel au moment du meurtre.
L’année 2001 vit la mort de 51 journalistes, tués sur le terrain.

## Enquête
Au début de l’enquête, quatre personnes ont été interrogées à propos du meurtre d’Hidaya,. Plusieurs motifs ont été examinés, dont le motif politique. Hidaya avait écrit un article sur les détournements de fonds dans les hautes sphères du pays et sur l’absence d’actions pour contrer ce problème. Néanmoins, l’avocat d’Al-Salem jugea qu’il était trop tôt à ce moment de l’enquête pour assurer que le motif politique est valable. Un autre motif évoqué fut les problèmes financiers et des disputes avec ses employés. Cependant, l’enquête finit par révéler le véritable motif. Un an avant sa mort, al-Salem publia un article critiquant la tribu Al-Awazem et principalement les danseuses de la tribu pour leur côté très sexualisé et provocateur,. Les membres de cette tribu se sentant insultés et mis au ban de la société koweïtienne, l’un des leurs, le lieutenant-colonel Al-Azmi tua Hidaya pour protéger l’honneur de la tribu. Pourtant, al-Salem était revenue sur l’affaire, assurant qu’il n’y avait aucune attaque personnelle de sa part envers les membres de la tribu Al-Awazem.
Au début du procès, Al-Azmi clamait son innocence avant de revenir sur ses propos et admettre que l’article et les critiques sur sa tribu étaient la cause de son geste. Plus tard, Al-Azmi revint sur ses dires jurant qu’il s’agissait d’aveux forcés. En février 2002, le lieutenant-colonel Khaled al-Azmi est inculpé pour le meurtre d’Hidaya Sultan al-Salem et condamné à la peine de mort par pendaison. La sentence fut commuée en peine de prison à perpétuité par la cour de cassation du Koweït,.

## Contexte
Bien que la constitution du Koweït garantisse l’égalité des hommes et des femmes depuis 1961, ces droits ne furent appliqués qu’à partir de 1999 et ce malgré l’opposition virulente des fondamentalistes tribaux.
Hidaya Sultan al-Salem était une activiste des droits des femmes et une suffragette ainsi qu’un patron dans le domaine de l’édition, un fait rare dans le pays et plus largement dans le monde arabe. Les femmes étaient davantage présentes dans des programmes de formation du journalisme que dans les sphères de pouvoir,.
Al-Salem joua un rôle important dans l’émergence des femmes sur la scène littéraire au Koweït à une époque où la publication de magazine en était à ses débuts dans le pays.

## Impact
Si Hidaya Sultan al-Salem est la première journaliste à avoir perdu la vie au Koweït depuis la création du Comité pour la protection des journalistes, 51 journalistes ont été tués en 2001, une augmentation inquiétante comparée aux autres années.

## Réaction
L’alliance tribale fondamentaliste suspendit la publication des livres d’Al-Salem, au même titre que deux de ses pairs : Aalia Shuaib et Laila al-Uthman.